# Jalen Reeves-Maybin
Jalen Ahmad Reeves-Maybin (Clarksville, 31 gennaio 1995) è un giocatore di football americano statunitense che milita nel ruolo di linebacker per i Detroit Lions della National Football League  (NFL). Ha giocato college football per l'Università del Tennessee. Fu selezionato nel 4º giro del Draft NFL 2017 dai Detroit Lions.

## Carriera professionistica

### Detroit Lions
Reeves-Maybin al college giocò a football con i Tennessee Volunteers dal 2013 al 2016. Fu scelto nel corso del quarto giro (124º assoluto) nel Draft NFL 2017 dai Detroit Lions. Debuttò come professionista subentrando nella gara del primo turno contro gli Arizona Cardinals senza fare registrare alcuna statistica. Nel turno seguente mise a segno i primi 2 tackle.

### Houston Texans
Il 23 marzo 2022 Reeves-Maybin firmò con gli Houston Texans. Nel 2022 giocò in tutte le 17 gare stagionali, prevalentemente negli special team. Fu svincolato il 16 marzo 2023.

### Ritorno ai Lions
Dopo un anno, il 23 marzo 2023, Reeves-Maybin fece ritorno ai Detroit Lions, firmando un contratto annuale. Nella partita d'apertura della stagione, la vittoria 21-20 contro i campioni in carica dei Kansas City Chiefs, guadagnó un primo down su un'azione di un finto punt nel primo quarto di gara. Nella gara del tredicesimo turno, la vittoria 33-28 contro i New Orleans Saints, giocando negli special team mise a tabellino quattro tackle più altri due e un passaggio deviato giocando nel reparto difensivo, venendo premiato come giocatore degli special team della NFC della settimana. A fine stagione fu convocato per il suo primo Pro Bowl e inserito nel Second-team All-Pro come special teamer.

## Palmarès
- Convocazioni al Pro Bowl: 1

2023
- Second-team All-Pro: 1

2023
- Giocatore degli special team della NFC della settimana: 1

13ª del 2023

## Vita privata
Reeves-Maybin è il cugino di Cameron Maybin, ex giocatore di baseball che ha militato in diverse squadre della Major League Baseball dal 2007 al 2021 e vinto nel 2017 le World Series con gli Houston Astros.